# Lijst van rijksmonumenten in Almelo (gemeente)
De gemeente Almelo telt 80 inschrijvingen in het rijksmonumentenregister.

## Almelo
De plaats Almelo telt 78 inschrijvingen in het rijksmonumentenregister. Zie Lijst van rijksmonumenten in Almelo voor een overzicht.

## Bornerbroek
De plaats Bornerbroek telt 2 inschrijvingen in het rijksmonumentenregister.
| Object    | Oorspronkelijke functie?  | Bouwjaar             | Architect                 | Locatie              | Coördinaten?                  | Nr.?   | Afbeelding        |
| --------- | ------------------------- | -------------------- | ------------------------- | -------------------- | ----------------------------- | ------ | ----------------- |
| Stephanus | Kerk en kerkonderdeel     | 1868 (ingebruikname) | Riele, G. te / Kropholler | Pastoor Ossestraat 2 | 52° 18' 31" NB, 6° 39' 21" OL | 507917 | Meer afbeeldingen |
| Baarhuis  | Begraafplaats en -onderdl | 1919                 |                           | Pastoor Ossestraat 2 | 52° 18' 31" NB, 6° 39' 21" OL | 507918 | Baarhuis          |

Almelo ·
Borne ·
Dalfsen ·
Deventer ·
Dinkelland ·
Enschede ·
Haaksbergen ·
Hardenberg ·
Hellendoorn ·
Hengelo ·
Hof van Twente ·
Kampen ·
Losser ·
Oldenzaal ·
Olst-Wijhe ·
Ommen ·
Raalte ·
Rijssen-Holten ·
Staphorst ·
Steenwijkerland ·
Tubbergen ·
Twenterand ·
Wierden ·
Zwartewaterland ·
Zwolle